# 阿爾恩戈利達島
阿爾恩戈利達島是俄羅斯的島嶼，由克拉斯諾亞爾斯克邊疆區負責管轄，屬於北地群島的一部分，距離十月革命島2.7公里，長5.6公里、寬3.35公里，最高點海拔高度43米。